# Senátní obvod č. 81 – Uherské Hradiště
Senátní obvod č. 81 – Uherské Hradiště je podle zákona č. 247/1995 Sb. tvořen jižní částí okresu Uherské Hradiště, ohraničenou na severu obcemi Velehrad, Jalubí, Huštěnovice, Kněžpole, Mistřice, Popovice, Veletiny, Vlčnov, Nivnice, Suchá Loz a Březová, a východní částí okresu Hodonín, ohraničenou na západě obcemi Moravský Písek, Veselí nad Moravou, Kozojídky, Žeraviny, Hroznová Lhota a Hrubá Vrbka.
Současným senátorem je od roku 2020 Josef Bazala za KDU-ČSL.

## Senátoři

Jaroslav Petřík
Josef Vaculík
Hana Doupovcová
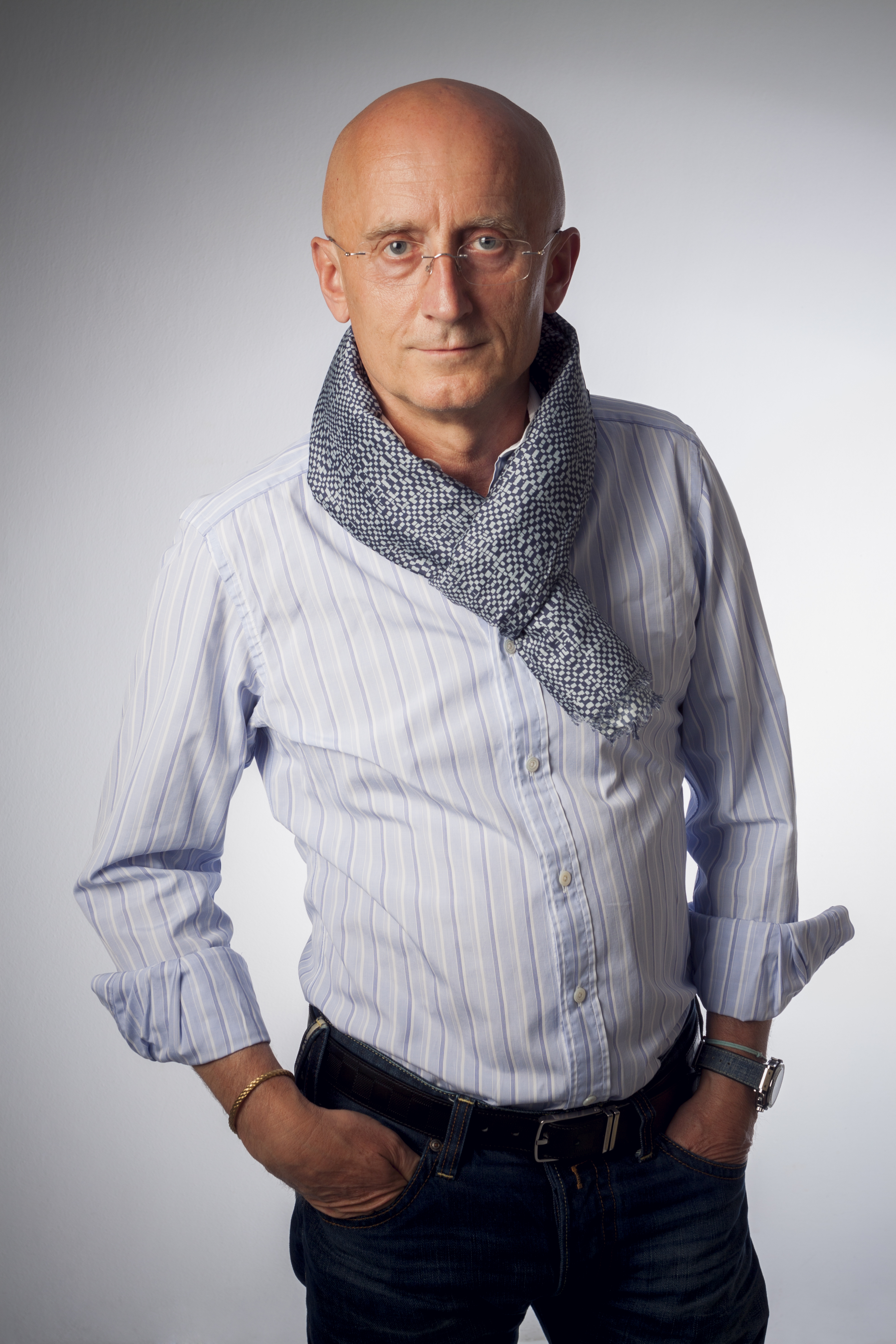
Ivo Valenta
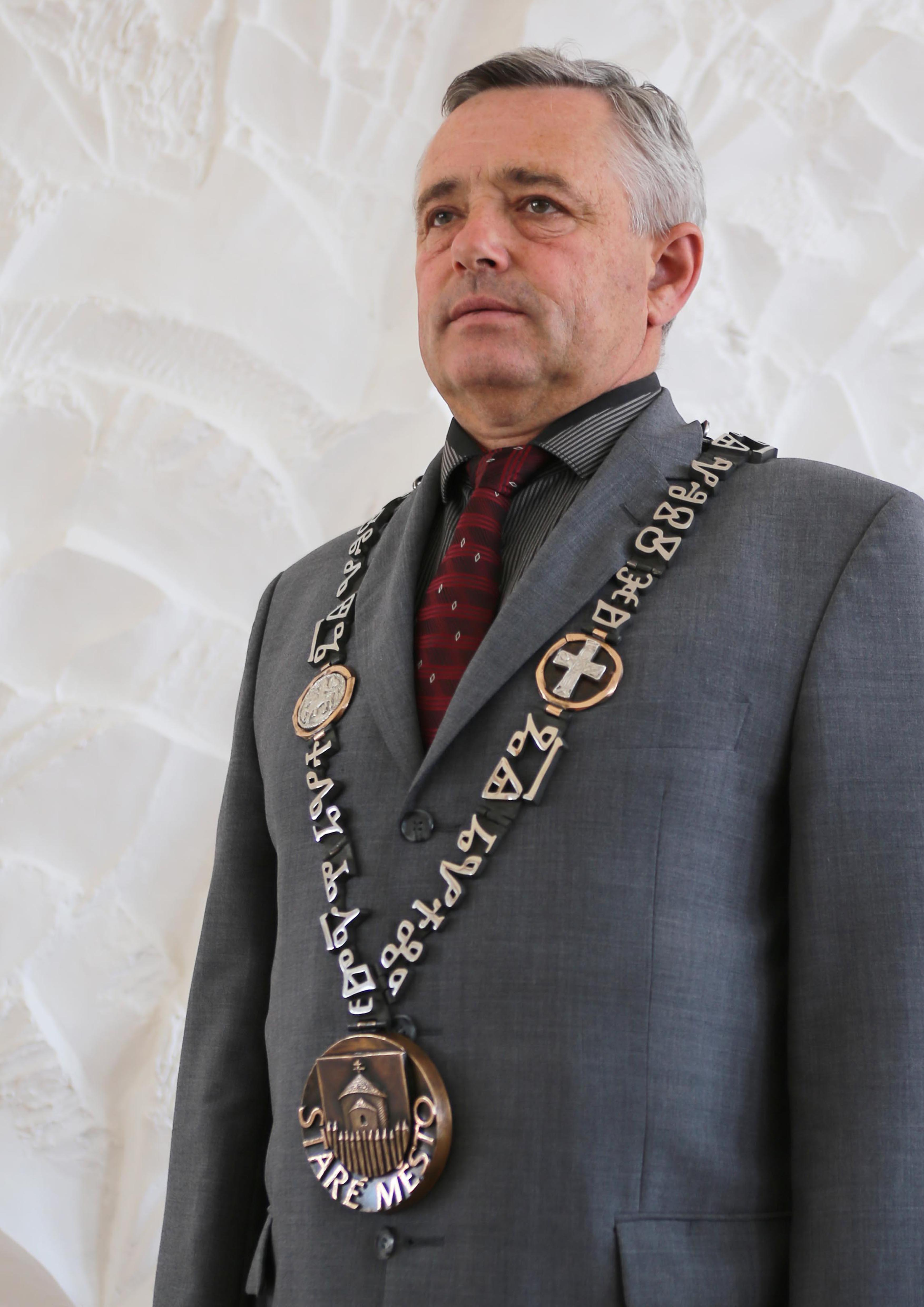
Josef Bazala

| Volby | Volby              | Senátor              | Volební strana | Politická příslušnost | Odkaz  |
| ----- | ------------------ | -------------------- | -------------- | --------------------- | ------ |
|       | 1996               | Ing. Jaroslav Petřík | KDU-ČSL        | KDU-ČSL               | profil |
| 2002  | Ing. Josef Vaculík | profil               | KDU-ČSL        | KDU-ČSL               |        |
|       | 2008               | Ing. Hana Doupovcová | ČSSD           | ČSSD                  | profil |
|       | 2014               | Ivo Valenta          | Soukromníci    | BEZPP                 | profil |
|       | 2020               | Josef Bazala         | KDU-ČSL        | KDU-ČSL               | profil |

## Volby

### Rok 1996
| Kandidát                | Volební strana | Politická příslušnost | Počet hlasů (1. kolo) | %     | Počet hlasů (2. kolo) | %     |
| ----------------------- | -------------- | --------------------- | --------------------- | ----- | --------------------- | ----- |
| Ing. Jaroslav Petřík    | KDU-ČSL        | KDU-ČSL               | 9 000                 | 26,45 | 16 190                | 65,96 |
| PhDr. Jaroslav Zapletal | ODS            | ODS                   | 7 117                 | 20,92 | 8 356                 | 34,04 |
| Ing. Josef Vacula       | ČSSD           | ČSSD                  | 5 032                 | 14,79 | —                     | —     |
| Ing. Jiří Deml          | NK             | BEZPP                 | 3 630                 | 10,67 | —                     | —     |
| Ing. Karel Sýs          | KSČM           | KSČM                  | 3 171                 | 9,32  | —                     | —     |
| Ing. Jaroslav Miklenda  | NK             | BEZPP                 | 2 127                 | 6,25  | —                     | —     |
| JUDr. Ing. Jan Jegla    | MSLK_96        | ČMUS                  | 1 601                 | 4,71  | —                     | —     |
| Miroslav Valenta        | NK             | BEZPP                 | 1 058                 | 3,11  | —                     | —     |
| Mgr. Vojtěch Ondra      | NK             | BEZPP                 | 773                   | 2,27  | —                     | —     |
| MUDr. Jaroslav Mlčák    | DEU            | DEU                   | 514                   | 1,51  | —                     | —     |

### Rok 2002
| Kandidát              | Volební strana | Politická příslušnost | Počet hlasů (1. kolo) | %     | Počet hlasů (2. kolo) | %     |
| --------------------- | -------------- | --------------------- | --------------------- | ----- | --------------------- | ----- |
| Ing. Josef Vaculík    | KDU-ČSL        | KDU-ČSL               | 7 686                 | 34,26 | 18 834                | 65,67 |
| Květoslav Tichavský   | ODS            | ODS                   | 3 741                 | 16,67 | 9 843                 | 34,32 |
| PhDr. Josef Páč       | KSČM           | BEZPP                 | 3 178                 | 14,16 | —                     | —     |
| Ing. Jiří Deml        | SNK ED         | BEZPP                 | 2 854                 | 12,72 | —                     | —     |
| MVDr. Stanislav Mišák | ČSSD           | ČSSD                  | 2 559                 | 11,40 | —                     | —     |
| Ing. Ladislav Šupka   | ODA            | BEZPP                 | 1 232                 | 5,49  | —                     | —     |
| Ing. Pavel Dohnal     | Moravané       | Moravané              | 1 181                 | 5,26  | —                     | —     |

### Rok 2008
| Kandidát                     | Volební strana | Politická příslušnost | Počet hlasů (1. kolo) | %     | Počet hlasů (2. kolo) | %     |
| ---------------------------- | -------------- | --------------------- | --------------------- | ----- | --------------------- | ----- |
| Ing. Hana Doupovcová         | ČSSD           | ČSSD                  | 11 704                | 30,82 | 15 121                | 50,99 |
| Ing. Josef Vaculík           | KDU-ČSL        | KDU-ČSL               | 10 423                | 27,45 | 14 531                | 49,00 |
| Ing. Libor Karásek           | ODS            | ODS                   | 7 621                 | 20,07 | —                     | —     |
| Ing. Jindřich Kovář, CSc.    | KSČM           | BEZPP                 | 3 713                 | 9,77  | —                     | —     |
| Ing. Josef Bartoněk          | STAN           | BEZPP                 | 3 111                 | 8,19  | —                     | —     |
| Ing. Stanislav Horňák        | DS             | BEZPP                 | 1 095                 | 2,88  | —                     | —     |
| JUDr. Marta Chovancová LL. M | Rozumní        | BEZPP                 | 299                   | 0,78  | —                     | —     |

### Rok 2014
| Kandidát                       | Volební strana | Politická příslušnost | Počet hlasů (1. kolo) | %     | Počet hlasů (2. kolo) | %     |
| ------------------------------ | -------------- | --------------------- | --------------------- | ----- | --------------------- | ----- |
| Ivo Valenta                    | Soukromníci    | BEZPP                 | 14 071                | 31,10 | 11 660                | 54,17 |
| Ing. Pavel Botek               | KDU-ČSL        | KDU-ČSL               | 6 014                 | 13,29 | 9 864                 | 45,82 |
| doc. RNDr. Zdeněk Botek        | ANO            | BEZPP                 | 5 384                 | 11,90 | —                     | —     |
| doc. PhDr. Luděk Galuška, CSc. | NK             | BEZPP                 | 5 351                 | 11,82 | —                     | —     |
| Jan Pijáček                    | ODS            | ODS                   | 5 121                 | 11,31 | —                     | —     |
| Ing. Hana Doupovcová           | ČSSD           | ČSSD                  | 4 279                 | 9,45  | —                     | —     |
| Ing. Ivan Mařák                | KSČM           | KSČM                  | 3 162                 | 6,98  | —                     | —     |
| Alessandro Alagia              | SKP – ŘN       | BEZPP                 | 819                   | 1,81  | —                     | —     |
| Václav Hučík                   | NK             | BEZPP                 | 530                   | 1,17  | —                     | —     |
| Ing. Stanislav Mikula          | MDS, ZH        | ZH                    | 508                   | 1,12  | —                     | —     |

### Rok 2020
| Kandidát | Kandidát          | Volební strana | Politická příslušnost | Počet hlasů (1. kolo) | %     | Počet hlasů (2. kolo) | %     |
| -------- | ----------------- | -------------- | --------------------- | --------------------- | ----- | --------------------- | ----- |
|          | Josef Bazala      | KDU-ČSL        | KDU-ČSL               | 11 107                | 30,94 | 13 172                | 60,78 |
|          | Ivo Valenta       | Soukromníci    | BEZPP                 | 11 213                | 31,23 | 8 499                 | 39,21 |
|          | MUDr. Petr Sládek | ODS            | BEZPP                 | 8 334                 | 23,21 | —                     | —     |
|          | Ing. Antonín Seďa | ČSSD           | ČSSD                  | 3 393                 | 9,45  | —                     | —     |
|          | Jarmila Blažková  | SPD            | SPD                   | 1 850                 | 5,15  | —                     | —     |

## Volební účast
|  | nejvyšší volební účast |  | nejnižší volební účast |

| Rok  | % (1. kolo) | % (2. kolo) |
| ---- | ----------- | ----------- |
| 1996 | 36,04       | 25,78       |
| 2002 | 22,68       | 31,89       |
| 2008 | 40,76       | 29,26       |
| 2014 | 46,95       | 21,26       |
| 2020 | 37,69       | 21,85       |